# Drehscheibe (Fernsehsendung)
Die drehscheibe (bis 2013 drehscheibe Deutschland) war ein Boulevard- und Ländermagazin beim Fernsehsender ZDF, das von 1998 bis 2023 gesendet wurde. Seit Oktober 2023 sind einzelne Rubriken in das verlängerte Mittagsmagazin eingebaut.

## Sendung
Die Erstausstrahlung  erfolgte am 7. Januar 1998. Bis zum 30. Dezember 2011 begann die Sendung um 12:15 Uhr mit einer Sendezeit von 45 Minuten. Am 2. Januar 2012 wurde die Sendezeit zu Gunsten kürzerer heute-Nachrichten um 12 Uhr auf 50 Minuten ausgedehnt. Die Sendung begann nun um 12:10 Uhr. Am 22. Dezember 2023 lief mit der 6032. Ausgabe die Sendung zum letzten Mal.
Moderiert wurde die drehscheibe seit der ersten Sendung von Babette von Kienlin, zuletzt regelmäßig im Wechsel mit Sandra Maria Gronewald.
Die drehscheibe berichtete hauptsächlich von regionalen Themen aus den Länderstudios. Weitere Inhalte waren Boulevard- und Serviceberichte. Vom 16. August 2010 bis Anfang 2012 gab es zudem einen Sportblock, den ein Sportredakteur aus der ZDF-Sportredaktion präsentierte. Die Einführung erfolgte als Ersatz der Sendung heute – Sport, welche bis August 2010 um 15:00 Uhr ausgestrahlt wurde. Eingestellt wurde der Sportblock dann zeitgleich mit der festen Etablierung eines Sportblocks in der heute-Hauptausgabe um 19 Uhr.
Fester Bestandteil war seit 2011 die Expedition Deutschland; Hierbei wurde in jeder Sendung zufällig aus einem vorher festgelegten Bundesland ein Ort bestimmt, aus dem der jeweilige Reporter des Landesstudios eine spannende Geschichte finden sollte. Diese Rubrik wurde nach Ende der Sendung ins ZDF-Mittagsmagazin integriert.
Die drehscheibe war eine „Renaissance“ der von 1964 bis 1982 im Vorabendprogramm laufenden Sendung Die Drehscheibe, allerdings mit verändertem Konzept. Anlässlich des 50. Geburtstages des ZDF im März 2013 blickte die drehscheibe auf die ehemalige Sendung zurück.
Im November 2013 sollte das Studio einen Relaunch erhalten. Bei Proben stellte sich jedoch heraus, dass es erst im Januar 2014 umgesetzt werden kann. Es entstand ein neues Studio, das zuschauerfreundlicher gestaltet war. Außerdem wurde seitdem auf den Namenszusatz Deutschland verzichtet.

## Moderatoren
| Moderator               | Einstieg  | Ausstieg  |
| ----------------------- | --------- | --------- |
| Babette von Kienlin     | 1998      | 2023      |
| Jan Schulte-Kellinghaus | 1998      | 2000      |
| Anne Reidt              | 1998      | 2000      |
| Martin Leutke           | 2000      | 2004      |
| Günther Neufeldt        | 2000      | 2001      |
| Hermann Bernd           | 2000 2005 | 2003 2010 |
| Ralph Szepanski         | 2001 2017 | 2003 2023 |
| Ines Trams              | 2003      | 2005      |
| Henner Hebestreit       | 2004      | 2012      |
| Sandra Maria Gronewald  | 2011      | 2023      |
| Norbert Lehmann         | 2012      | 2016      |
| Lissy Ishag             | 2013      | 2023      |
| Tim Niedernolte         | 2014      | 2023      |
| Normen Odenthal         | 2015      | 2016      |
| Andrea Ballschuh        | 2016      | 2023      |
| Christopher Wehrmann    | 2021      | 2023      |